# 아와노쓰보네 (호조 도키마사의 딸)
아와노츠보네(일본어: 阿波局 あわのつぼね[*], 생년미상 - 가로쿠 3년 11월 4일 (1227년 12월 13일))는 가마쿠라 시대 초기의 호죠씨 여성이다. 초기 싯켄 호죠 토키마사의 딸이다. 본명은 알려져 있지 않다.
이복자매로는 미나모토노 요리토모의 계실 마사코가 있다. 어머니는 이토 스케치카의 딸로, 호죠 무네토키, 호죠 요시토키의 동복자매이다. 형부 미나모토노 요리토모의 이복형제에 해당하는 아노 젠죠에게 시집가, 이후 요리토모의 차남이자, 자신의 조카인 미나모토노 사네토모의 유모가 된다. 『아처경』에는 젠죠의 첩으로 기록되어있다.
또한, 호죠 야스토키의 어머니이자 요시토키의 첩으로 여겨지는 인물 역시 "아와노츠보네(阿波局)"라 불리며, 동일인물로 혼동되는 경우가 있으나, 본 글의 인물과는 다른 사람이다.

## 생애
요리토모가 사망하고, 적남 요리이에가 가독을 이은 몇 달 뒤인 쇼지 원년 (1199년) 10월 25일, 고케닌 중 한명인 유우키 토모미츠의 사무라이도코로의 초소에서 자라난 날의 요리토모의 추억을 이야기 하며 "「충신, 두명의 군왕을 섬기지 않는다(忠臣、二君に仕えず)」라고 하는데, 자신도 출가해서 그랬어야했다고 후회된다. 어쩐지 지금 세상은 살얼음을 딛는 것 같다"고 말했다.
그 다다음 날인 27일, 아와노츠보네가 토모미츠에게 "카지와라 카게토키가 전날의 발언이 모반심이 있다는 증거라고 하여 참소해, 당신은 이미 죽임을 당하게 되어있다"라고 고했다. 놀란 토모미츠가 고케닌들에게 호소하여, 카게토키를 규탄하는 고케닌 66명의 연판장을 작성하여 요리이에게 제출하였다. 11월 13일, 카게토키는 가마쿠라에서 추방당해, 이듬해 정월에 수도로 향하는 길에 일족이 모두 멸망했다 (카지와라 카게토키의 변)
카게토키 멸망 후 3년 후, 호죠씨와 2대 쇼군 요리이에와 사이에서 싸움이 격화해, 겐닌 3년 (1203년) 5월 19일에 호죠씨측으로 보여진 남편 젠죠가 요리이에 쪽 사람에 의해 모반인으로 잡혀 살해되었다. 요리이에는 아와노츠보네도 체포하려했으나, 마사코가 인도를 거부했다. 그 후, 요리이에는 호죠씨가 중심이 되어, 가마쿠라에서 추방당하고, 유폐된 후 살해되었다.
아와노츠보네는 그 후에도, 사네토모를 섬겨, 히키요시카즈의 변 직후, "토키마사 저택에 와카기미 (사네토모)를 둔다는 것은 그의 처 마키노카타에게 악의가 있어, 유모로써는 위험을 느낀다"고 마사코에게 전해 사네토모의 몸을 마사코 저택에 보냈다. 이후의 동향은 뚜렷하지 않으며, 사네토모가 암살된 후, 아들 토키모토가 모반 혐의로 요시토키의 명에 주살 되었을 때에도 토키모토를 변호하였다는 등의 기록은 없다. 가로쿠 3년에 사망했을 때에는 이모 (고모?)에 해당한다는 이유로 호죠 야스토키가 30일상을 치른 적이 있다.

## 관련 작품

### 소설
- 「이노모토」 (나가이 미치코 저, 『염환』 수록)

### TV 드라마
- 풀이 불탄다 (1979년, NHK대하드라마) - 연기 : 마야 쿄코 (배역명 : 야스코)
- 가마쿠라도노의 13인 (2022년, NHK대하드라마) - 연기 : 미야자와 에마 (배역명 : 미이)